# كلية الطب البيطري (جامعة الإسكندرية)
كلية الطب البيطرى جامعة الإسكندرية، بدأت الدراسة بكلية الطب البيطرى – جامعة الإسكندرية في العام الجامعى 1976/75م، وذلك بعد قرار السيد رئيس الجمهورية رقم 542 لسنة 1974م، إشارةً لبدء إنشاء الكلية، وقد تحدد القصر الملكى بإدفينا كمقر للكلية.
ويذكر أن المبنى الحالى، قد سبق إستخدامه كمقر للمعهد العالى الزراعى، ثم كمحطة بحوث زراعية، تابعة لجامعة الإسكندرية، ثم تسلمته القوات المسلحة، أثناء حرب الاستنزاف، حتى تم تخصيصه لكلية الطب البيطرى – جامعة الإسكندرية.
وقد صدرت لائحة الكلية بالقرار رقم 988 بتاريخ 1/11/1975م، ثم تطورت اللائحة بالقرار الوزارى رقم 66 بتاريخ 6/3/1979م حيث تم التطوير في بعض المناهج الدراسية تمشياً مع ما جاء بالمؤتمرات العلمية العالمية للتعليم البيطرى وبما يتناسب مع ظروفنا المحلية وانطلاقاً من فلسفة تخريج الطبيب المنتج وأصبحت الكلية متميزة عن باقى الكليات المناظرة، ثم تعدلت اللائحة على مستوى الجامعات المصرية اعتباراً من العام الجامعى 93/1994م ليتم العمل فيها بنظام الفصلين الدراسيين.

## الموقع والتاريخ
القصر الملكى بإدفينا، حيث يشرف هذا القصر على الساحل الغربي لنهر النيل – فرع رشيد في الركن الشمالي الشرقي لقرية ادفينا وإلى الجنوب من قناطر ادفينا بحوالى كيلو متر واحد.
ويرجع تاريخ القصر لعصر الملك فؤاد الأول – وقد تم إضافة الجزء الغربي منه في عصر الملك، وقد بنى القصـر على ثلاث مراحل وهو بناء غاية فـى الروعة و الجمال وشاهد على مهارة الفنان الصانع وثراء المنشئ بما يتميز بدقة الصنع وجمال الرونق وانسجام المظهر الخارجي للبناء ويمثل في تخطيطه حرف F نراه من كل الزوايا.

## المساحة والملكية
تبلغ مساحة القصـر المدونة في العقـد الرسـمى (15 فدان) ،(5 أسهم) مسجلة برقم 1053 لسنة 1942م، وهذا العقد مسجل باسم الملك فاروق واخوته، وهذه المساحة تشمل القصر والمنطقة المحيطة به (والمسورة حالياً) وقد صدر القانون 598 لسنة 56 من محكمة قيادة الثورة بمصادرة أموال وممتلكات أسرة محمد على لصالح الشعب المصري ومن بينها هذا القصر.

## فروع الكلية
- فرع فوكة مطروح.
- فرع أنجامينا تشاد.
- فرع تونج جنوب السودان.

## توسعات أبيس العاشرة
يتم إنشاء توسعات لكلية الطب البيطري جامعة الأسكندرية، بقرية أبيس العاشرة، على أن تكون هي المقر الرئيسي للكلية في خلال عام 2021.
كما أن التوسعات الجديدة، يتم بنائها على أعلى المستويات، والمعايير العالمية، من طراز معماري حديث، ومتميز وتجهيزات داخلية متطورة من أجهزة وتقنيات.
تشمل التوسعات 5 مباني بالأضافة إلى بعض المباني المحيطة . كما يوجد بالكلية 4 مزارع سمكية.

## عميد الكلية
- أ.د أشرف ناظم.

## روابط خارجية
- http://vetmed.alexu.edu.eg